# 뉴욕상업거래소
뉴욕 상업 거래소 또는 뉴욕 상품 거래소(New York Mercantile Exchange, NYMEX)는 미국 뉴욕에 있는 세계에서 가장 큰 선물 거래소이다. 큰 두개의 분과는 뉴욕 상업 거래소와 선물 거래소(COMEX)이다. 이 둘은 원래는 독립적인 회사였으나 지금은 합병되었다. 뉴욕 상업 거래소 회사는 현재 사기업이며, 모기업인 NYMEX 홀딩스는 NMX라는 약어로 뉴욕 증권거래소에 2006년 11월 17일 등재되었다.